# Kenderchurch
Kenderchurch var en civil parish fram till 1 april 2019 när den uppgick Kilpeck, i Storbritannien. Den låg i grevskapet Herefordshire och riksdelen England, i den södra delen av landet, 190 km väster om huvudstaden London. Civil parish hade 98 invånare år 2001.